# Sumoto, Hyōgo
Sumoto (洲本市 Sumoto-shi) là một thành phố ở đảo Awaji và ở tỉnh Hyōgo, Nhật Bản. Thành phố được thành lập ngày 11 tháng 2 năm 1940. Dân số tháng 1 năm 2008 ước khoảng 48.631 người, mật độ 267 người/ km², diện tích 182,47  km². Ngày 11 tháng 2 năm 2006, các thị trấn Goshiki thuộc huyện Tsuna được sáp nhập với thành phố Sumoto cũ để lập thành thành phố mới Sumoto.